# La Bonne Chanson (société)
Pour les articles homonymes, voir La Bonne Chanson.
La Bonne Chanson est une société d'édition canadienne et un label indépendant destiné à la diffusion de chansons françaises et canadiennes-françaises. La société a été fondée à Saint-Hyacinthe, Québec, Canada en 1937 par Charles-Émile Gadbois. Celui-ci a fait des études classiques au Séminaire de Saint-Hyacinthe entre 1918 et 1925. Il devint enseignant de grammaire par la suite ainsi que prêtre en 1930. En d'autres mots, Gadbois tient à cœur la culture canadienne française.

## Histoire
Charles-Émile Gadbois, prêtre, musicien et folkloriste, fondateur de la société d'édition, réunit entre 1937 et 1951, plus de 500 chansons, issues du répertoire français et canadiens-français. Ces chansons d'abord imprimées sur des feuillets indépendants, sont ensuite regroupées et éditées en une dizaine d'albums. Les albums de chansons étaient tellement un classique que beaucoup de foyer québécois possédaient un album du Quart d'heure de la bonne chanson dans leur répertoire.La société d'édition avait pour missiond e propoger les valeurs de la culture des canadiens-français grâce aux chansons françaises catholiques.
En 1938, il voyage en Europe pour acheter les droits de publication de certaines chansons, dont ceux de Théodore Botrel et Albert Larrieu.
À partir de 1939, la maison d'édition lance une cinquantaine de disques consacrés au répertoire de la Bonne Chanson. Les interprètes sont François Brunet, Paul-Émile Corbeil, Jeanne Desjardins, Jules Jacob, Marthe Létourneau, le Quatuor Alouette, le Quatuor de la Bonne Chanson, David Rochette et Albert Viau.
De 1939 à 1952, une émission de radio « Le Quart d'heure de la Bonne Chanson », est diffusée toutes les semaines sur les ondes de la radio CKAC et au CBF (soit radio-Canada).
La Bonne Chanson élargit ses activités en créant un festival de chansons à partir de 1941, puis en lançant le périodique Musique et Musiciens, qui parait de 1952 à 1954. En 1955, Gadbois se voit dans l'obligation de céder les droits de sa société aux Frères de L'Instruction Chrétienne (FIC). Ainsi, Gadbois vaquera davantage à ses occupations religieuses.
La vente et la distribution perdure jusqu'en 1981, année où est publié un onzième album.
Les droits d’impression et de diffusion de La Bonne Chanson ont été acquis en 1991 par la maison d'édition Louise Courteau Éditrice.

## Répertoire
Le répertoire est composé de chansons issus du folklore français ou canadiens-français, des airs d'opéras, des chansons religieuses, militaires, chants de Noël. Les chansons portent sur les thématiques soutenues par le clergé de l'époque : famille, patrie, nature, religion, amour et une certaine nostalgie pour un mode de vie traditionnel. Gadbois promet « Un foyer où l'on chante est un foyer heureux ! ».
Gadbois signe lui-même une centaine de chansons, ou réécrit les paroles de certaines chansons pour les rendre conformes à l'objectif de  son entreprise.